# Бреворт, Маргрит ван
Маргрит ван Бреворт (нидерл. Margriet van Breevoort; род. 22 июня 1990, Амстердам) — нидерландская скульпторша, создательница известной скульптуры Ждуна, ставшей интернет-мемом.

## Биография
Бреворт получила известность после того как её скульптура Homunculus loxodontus, в пер. с лат. — (Гомункул слоноподобный), созданная в мае 2016 года для Лейденского университета (Нидерланды) стала интернет-мемом Ждуном. Скульптура "Ждун" представляет собой серого цвета безногое существо с головой северного морского слона и телом огромной личинки с руками человека, сидящее на стуле в ожидании чего-то. Этим существом художница хотела изобразить человеческие болезни и медицину. На создание скульптуры Бреворт вдохновили люди, сидящие в очереди на приём к врачу в надежде на лучшее.

«Мой персонаж – своего рода неудавшийся эксперимент. Он чего-то ждёт, сам не зная, чего именно, но надеется на лучшее. Он словно большой милый комок, который хочется обнять. Скульптура создана из пластика и эпоксидной смолы, которые при смешивании образуют вещество, напоминающее глину – на ощупь оно твёрдое и шершавое»
, – рассказывает художница.

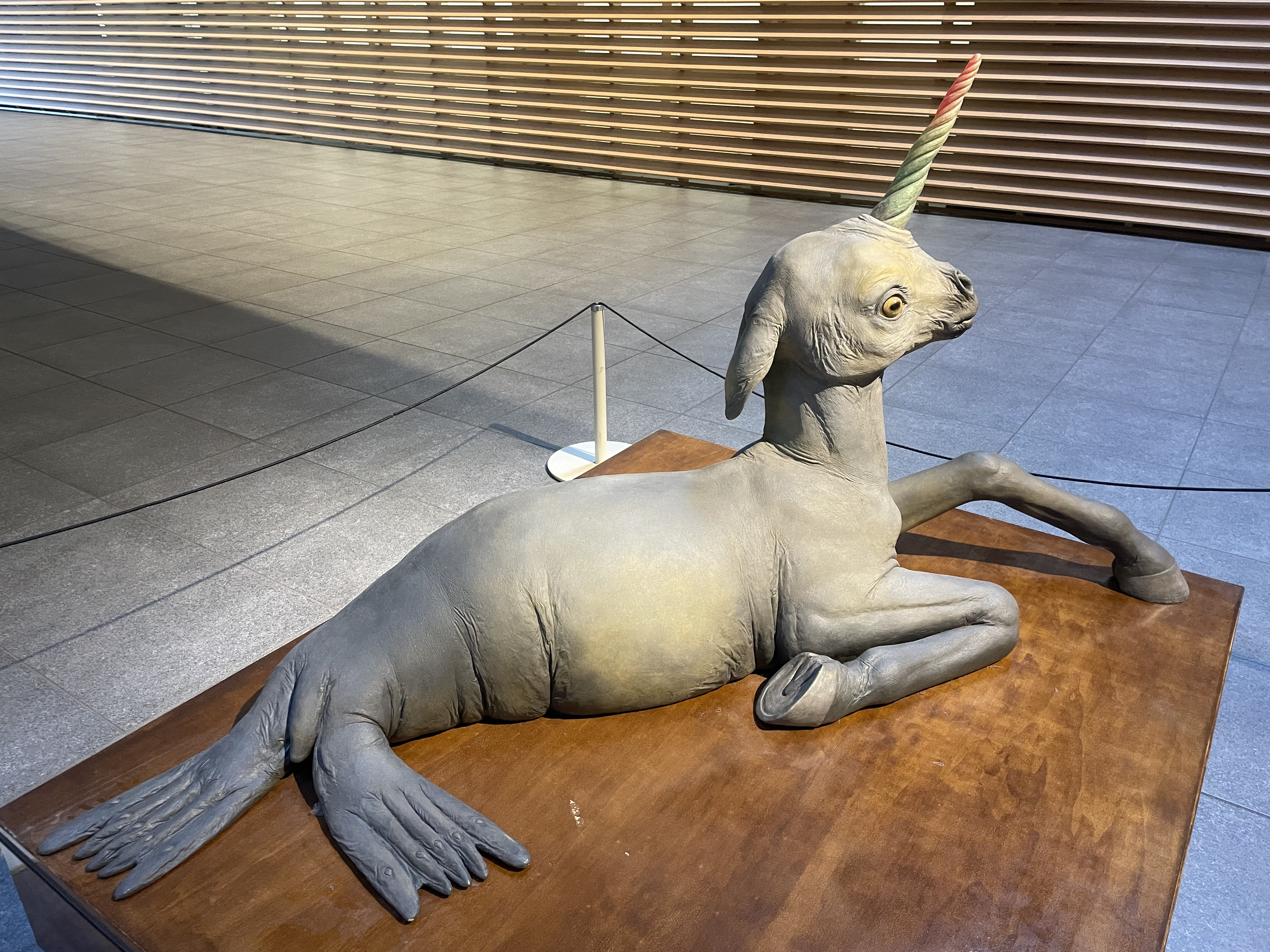
Лев Маре Единорог
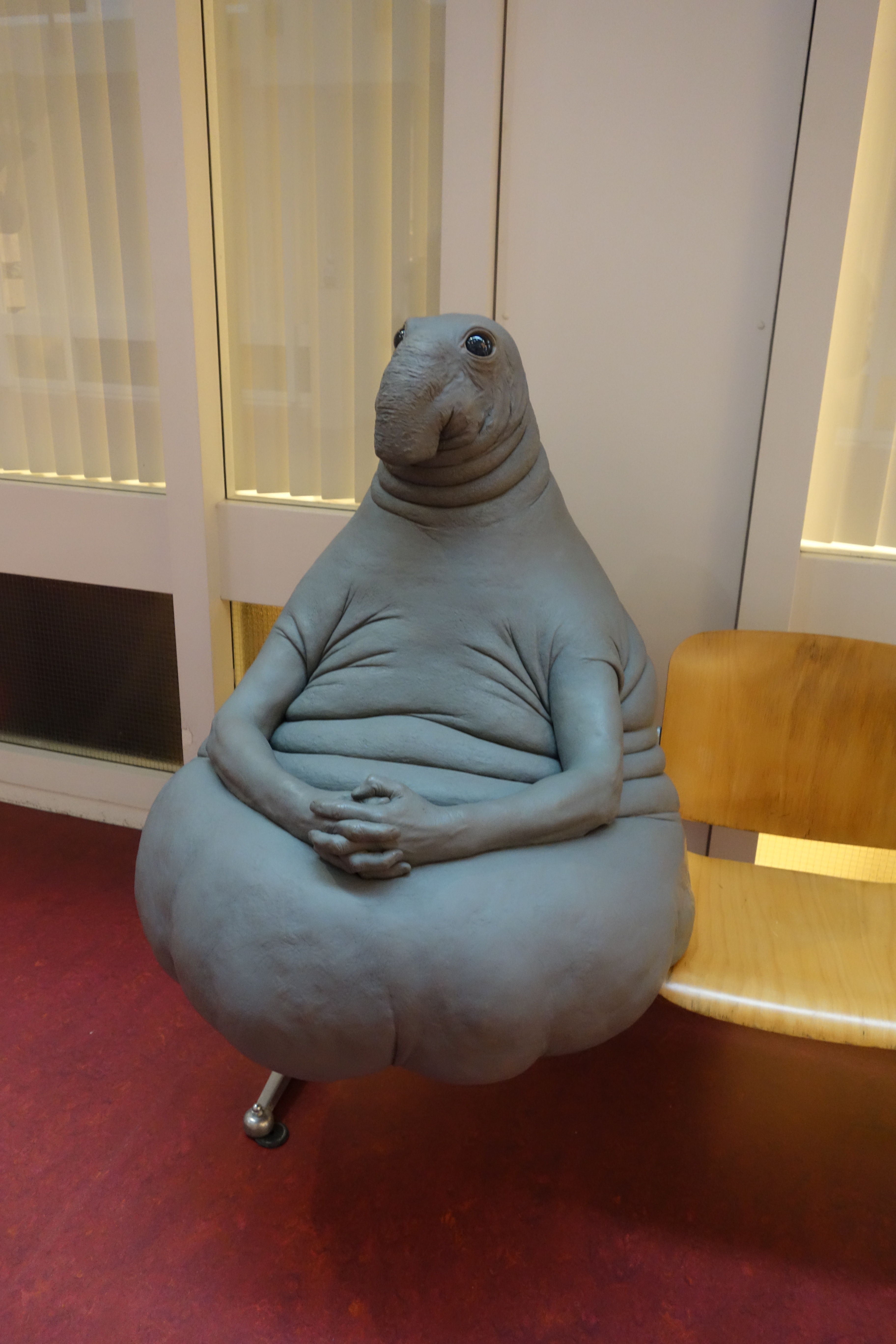
Ждун